# Medal Pamiątkowy za Obronę Śląska Cieszyńskiego
Medal Pamiątkowy za Obronę Śląska Cieszyńskiego – polskie odznaczenie przyznawane od 1919 za obronę Śląska Cieszyńskiego podczas wojny polsko-czechosłowackiej.

## Historia
Uchwałą z dnia 2 lutego 1919 oraz z 2 października 1919, celem utrwalenia pamięci obrony Ziemi Piastowskiej, wyróżnienia tych którzy swym męstwem, walecznością, rozumem i wytrwałością przyczynili się do obrony Ojczyzny i dali świetny przykład patriotyzmu nie tylko współczesnym, lecz i przyszłym pokoleniom, udowodnienia jedności i łączności wszystkich współobywateli Polski w chwili, gdy Ojczyzna w niebezpieczeństwie o pomoc wołała, Rada Narodowa Księstwa Cieszyńskiego ustanowiła odznaki za obronę Śląska:
- Medal Pamiątkowy za Obronę Śląska Cieszyńskiego
- Krzyż za Obronę Śląska Cieszyńskiego I i II klasy

Medal był wykonany z brązu matowego, ponadto posrebrzany. Na medalu uwidoczniona była wieża piastowska na wzgórzu, wokoło wieniec laurowy, nad których widniał napis Za obronę Śląska 1919.
Medal Pamiątkowy za Obronę Śląska Cieszyńskiego otrzymywali wszyscy uczestnicy zmobilizowanych sił wojskowych, Milicja, Straże bezpieczeństwa i osoby cywilne, które w obronie Śląska tak w polu jak i w urzędzie, lub w życiu publicznym brały czynny udział:
Do każdej odznaki krzyża i medalu była wydawana legitymacja, zawierająca tożsamość odznaczonej osoby oraz liczbę bieżącą nadanej odznaki.
Oprócz odznak krzyża i medalu był przyznawany osobno dekret pochwalny.

## Odznaczeni
Listę odznaczonych podano w publikacji pt. Pamiętnik Historyczny Bojowników o Niepodległość Śląska Zaolzańskiego z 1939 roku.